# Plena edat mitjana
La plena edat mitjana o edat mitjana central són els noms que alguns historiadors donen al període de la Història d'Europa que ocupa els segles xi al xiii, mentre que per a uns altres seria el començament de la baixa edat mitjana. Acabaria amb la crisi del segle xiv. Mitjançant el terme “Plena edat mitjana”, es volgué indicar un període de transició des de “l'època obscura” imperant en l'Alta Edat Mitjana a una Baixa Edat Mitjana, on sí que es donarien les condicions necessàries per al Renaixement cultural europeu. La plenitud medieval seria, doncs, el zenit de l'edat mitjana; una època en què es gaudiria d'una major estabilitat política i social que permetria l'arribada de l'Edat Moderna. Aquest període correspon a les High Middle Ages angleses o al Moyen Âge central francès.
La justificació d'aquesta denominació és l'excepcional desenvolupament demogràfic, econòmic, social i cultural (també en termes d'usos lingüístics i concepcions filosòfiques) d'Europa que té lloc en aquest període, coincidint amb un clima de bonança que permetia conrear vinya fins i tot a Anglaterra. També s'ha parlat, en concret per al segle xii, de la revolució del segle XII o renaixement del segle xii. Les transformacions s'iniciaren a mitjan segle xi, específicament en les àrees més transcendentals de l'escena mundial, com ara en la corona franca, els regnes d'Aquitània, els comtats occitans, la corona anglonormanda, Flandes o la riba del riu Rin. En aquests sectors, com en la majoria de zones pròsperes d'Europa, comença a sorgir un canvi significatiu vers una civilització pròximament urbana.
El simbòlic any mil dona per acabada l'edat fosca de les invasions de l'alta edat mitjana: magiars i normands estan ja assentats i integrats a la cristiandat llatina. Tanmateix, aquest mateix concepte ha estat analitzat i revaloritzat per historiadors com ara Thomas N. Bisson, qui assegura que la cristiandat europea del segle xii es trobava en una situació de crisi. La societat, sotmesa a la violència i explotació dels senyors feudals, estava avesada al conflicte; degut principalment al poc poder polític que ostentaven i la manca de caràcter personal i patrimonial.
Per altra banda, Europa s'expandeix en el terreny militar: les croades al Pròxim Orient, la dominació de la casa d'Anjou de Sicília i l'avanç dels regnes cristians a la península Ibèrica. Pel que fa a l'ordre econòmic i social, el feudalisme es desenvoluparà en tres estats (noblesa, clergat i treballadors) sense trobar límits.
La renda feudal es distribueix pels feus, les ciutats i la burgesia creixen amb l'augment de la demanda de productes artesanals i del comerç a llarga distància, neixen i es desenvolupen les fires, les rutes comercials terrestres i marítimes i institucions com la Hansa. Europa central i Septentrional entren en el cor de la civilització Occidental. L'Imperi Romà d'Orient es manté.
La cultura medieval arribaria al seu punt culminant amb la creació d'universitats arreu del territori espanyol i europeu, convertint-se així en eixos principals d'una transformació intel·lectual clara. Altrament, les escoles monàstiques perden importància i en guanyen les catedralícies i el pensament conreat en elles. Al llarg del segle xv, en les zones del nord i centre de l'actual Itàlia, es produïren un seguit de canvis altament significatius, ja que a través de l'aparició de la impremta, l'augment en l'exercici de poder i l'existència d'una major consciència per part dels lectors, sorgí el que actualment coneixem com a Renaixement (altrament dit Renaixement del segle xii). En aquesta línia, també seria necessari destacar la inflexió positiva en el desenvolupament i econòmic i cultural a gran part de les regions més dinàmiques d'Europa, sobretot entre els segles XI i xii i paral·lelament, durant el segle xv.
Demogràficament, els segles xii i xiii seguiren un lleuger però continuat creixement vegetatiu com en els dos segles anteriors, tot i experimentar-se una certa desacceleració a finals del segle xii, quan s'assolí un estancament. Aquest augment de la població es degué, en part, a la relativa estabilitat política imperant a Europa, que elevà les tendències migratòries.
El món rural fou pròsper gràcies al desenvolupament tecnològic i a la bona climatologia, factors que contribuïren a una reducció significativa de la fam. La posta en conreu de noves terres va fer que els pobles estiguessin més predisposats a la introducció d'innovacions tecnològiques, i mentre al sud se seguia cultivant amb l'arada romana, en zones del nord fou usual l'emprament de l'arada de rodes o la vertedera combinada amb el jou frontal. L'arada de rodes, a diferència de l'arada romana, permetia remoure la terra amb molta més facilitat. En aquest sentit, també caldria destacar l'aparició de la ferradura, que possibilità la substitució del bou pel cavall - principal mitjà de transport terrestre -, i permeté, com a conseqüència, l'agilització i la multiplicació de les feines agrícoles. Aquesta expansió agrícola i artesanal també provocà un auge del comerç, de les fires comercials i l'economia monetària.
Paral·lelament, els artesans emergents obteniren quotes de més llibertat, i la divisió del treball fou cada vegada més important. Per aquest motiu, es contribuí de manera significativa a un nou ordenament en l'educació: a partir de llavors, la societat necessitaria juristes, metges, mestres o clergues amb una millor formació que mai. 
L'art romànic i el primer gòtic són protegits pels ordes religiosos i el clergat secular. És el moment del Cluny i el Cister.